# Joel David Moore
Joel David Moore (født 25. september 1977) er en amerikansk skuespiller, der har optrådt i fjernsynreklamer, spillefilm og fjernsynserier. Han er bedste kendt for sin rolle som Owen Dittman i Dodgeball: A True Underdog Story og som Norm Spellman i Avatar.

## Tidlige liv
Moore blev født og opfostret i Portland i Oregon i USA. Han gik på Southern Oregon University i Ashland, Oregon hvor han fik sin Bachelor of Fine Arts grad og han optrådte to somre på Oregon Shakespeare Festival. I 2000, flyttede han til Los Angeles og genforenede med sin agent fa Portland, Rachelle Ryan, der nu er manager i Los Angeles.

## Karriere
Ved at starte sin karriere i reklamer, har han medvirker i mere end 15 nationale (inkludernede eBay, Cingular Wireless, og Best Buy). Moore skød en international kampagne for et Siemens mobiltelefons, XELIBRI branch, der vandt en Lion Award. Moores mest genkendelige roller er i Dodgeball: A True Underdog Story, Hatchet, Grandma's Boy og Avatar
Moore har optrådt i næsten et dusin fjernsynserier som: LAX, CSI, The Guardian, Strong Medicine, Six Feet Under (tv-serie), Angel, Providence, Boomtown, Boston Public, og House M.D., og for nylig som student i Bones. Moores første film udgivet i 2008 var en hovedrolle i den romantiske komedie The Hottie and the Nottie, efterfulgt af en hovedrolle i James Camerons Avatar (2009), overfor Sigourney Weaver og Sam Worthington. Moore medvirkede også sammen med Katy Perry i hendes musikvideo til "Waking Up in Vegas".

## Filmografi
- Foxfire (1996) – First Geek
- Deep Cover (2002) (tv-serie) – Pete Steinem
- Raising Genius (2004) – Rolf
- Dodgeball: A True Underdog Story (2004) – Owen Dittman
- Sledge: The Untold Story (2005) – Actor/Joel
- Reel Guerrillas (2005) – Nick Walker
- Grandma's Boy (2006) – J.P.
- The Shaggy Dog (2006) – Pound Employee
- Art School Confidential (2006) – Bardo
- Miles from Home (2006) – Miles
- The Elder Son (2006) – Kenny
- Hatchet (2006) – Ben
- American Hustle (2007) – 3rd Spartan
- El Muerto (2007) – Zak
- Spiral (2007) – Mason
- Shanghai Kiss (2007) – Joe
- The Dukes of Hazzard: The Beginning (2007) (TV) – Cooter
- The Hottie and the Nottie (2008) – Nate Cooper
- Weiners (2008) – Greg
- The Tiffany Problem (2008) – Sam Hane
- Fairy Tale Police (2008) – Big Bad Wolf
- Bones (2008-2009) (Tv-seriee) – Colin Fisher
- Beyond a Reasonable Doubt (2009) – Corey Finley
- Bed Ridden (2009) – Jay
- Stuntmen (2009) – Troy Lebowski
- Avatar (2009) – Norm Spellman